# Pontonx-sur-l'Adour

Pontonx-sur-l'Adour este o comună în departamentul Landes din sud-vestul Franței. În 2009 avea o populație de 2.488 de locuitori.

## Evoluția populației
| An        | 1975  | 1982  | 1990  | 1999  | 2006  | 2009  |
| --------- | ----- | ----- | ----- | ----- | ----- | ----- |
| Populație | 1.659 | 1.638 | 1.887 | 2.071 | 2.315 | 2.488 |